# 梅諾湖
53°11′36″N 13°04′39″E / 53.193227°N 13.077539°E
梅諾湖（德語：Menowsee），是德國的湖泊，位於該國西南部，由勃蘭登堡州負責管轄，處於上哈弗爾縣，長0.9公里、寬0.7公里，面積0.35平方公里，海拔高度54.5米。